# Collada del Montanyó
La Collada de Montanyó és una collada que es troba en el terme municipal de la Vall de Boí, a la comarca de l'Alta Ribagorça, i dins del Parc Nacional d'Aigüestortes i Estany de Sant Maurici.

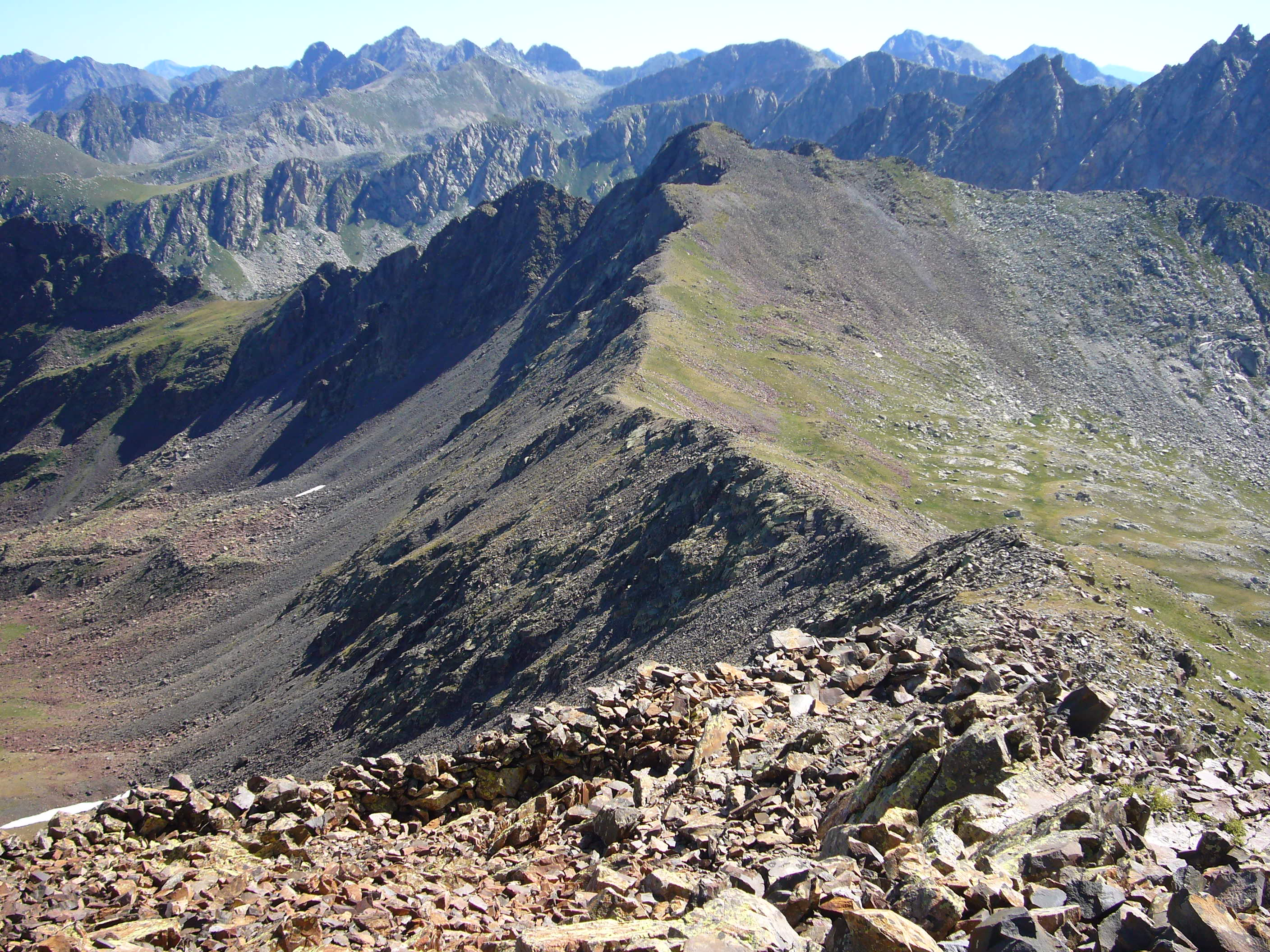
Collada de Montanyó i Pic Roi, vistos des del Tuc des Carants

El coll està situat a 2.655,5 metres d'altitud, entre el Tuc de Carants a l'oest-sud-oest i el Pic Roi a l'est-nord-est; comunica la Coma del Pessó (SSO) i Montanyó de Llacs (NNE).
|}

## Rutes[2]
- Pel vessant de Montanyó de Llacs la ruta surt des del Planell de Sant Esperit resseguint la riba esquerra del Barranc de Llacs. Al trobar el punt on desaigua la Canal Seca se segueix direcció sud per enfilar la collada.
- Pel vessant de la Coma del Pessó cal agafar el GR-11-20 des de la carretera L-501, dos kilòmetres per damunt del Pla de l'Ermita, punt on es troba el pont que creua el Riu de Sant Martí. El GR agafa direcció est-sud-est resseguint el riu (per qualsevol de les seves ribes) fins a trobar el Barranc del Pessó que s'enfila cap al nord-est. Després d'assolir l'Estany del Pessó d'Avall, cal continuar fins a l'Estany del Pessó d'Amont i vorejant-lo per ponent per guanyar la collada que es troba al seu nord-nord-oest.